# Riverwind
Riverwind es un personaje de ficción del mundo de Krynn, perteneciente a la saga Dragonlance. Bárbaro de la tribu Que-shu al igual que su mujer Goldmoon, que era la princesa de la tribu.
Hijo de una familia deshonrada dentro de su tribu por motivos religiosos. En su mayoría de edad fue aceptado por la tribu aunque nunca pudo dejar atrás que provenía de una familia acusada de herejía. Como ya miembro de la tribu se enamoró de la princesa, Goldmoon, y ella de él y ejerció su derecho de desafiar al prometido como era la costumbre, el padre de ella le pone como prueba encontrar una demostración de que los dioses antiguos existieron, él se marcha y tarda muchos años en regresar, pero regresa con la prueba. Al no ser admitida ésta, los amados deciden huir, hasta donde se encuentran con los compañeros de la lanza en El Último Hogar.
Riverwind muere luchando contra el Dragón Rojo Malystryx.
- Datos: Q2916059